# Alcedo hercules
El martín pescador hércules (Alcedo hercules) es una especie de ave coraciforme de la familia Alcedinidae. Está ampliamente distribuido en el Sureste Asiático, encontrándose desde Sikkim (India) hasta el sur de China, Birmania, norte de  Laos y Vietnam. No se reconocen subespecies.